# Edward L. Cahn
Edward L. Cahn (12 de fevereiro de 1899 – 25 de agosto de 1963) foi um produtor, editor e diretor norte-americano.
Nasceu em Brooklyn, Nova Iorque, em 12 de fevereiro de 1899. Ele começou sua carreira na indústria cinematográfica como assistente de direção e editor. Seu trabalho como editor incluem Surrender (1927) e The Man Who Laughs (1928), de Edward Sloman e Paul Leni, respectivamente. A partir dos anos 1930, começou a dirigir filmes, especialmente curtas-metragens e filmes B. Ele fez uma série de filmes para American International Pictures. Edward faleceu em 25 de agosto de 1963, em Hollywood, Califórnia.

## Créditos selecionados
- Law and Order (1932)
- Gas House Kids in Hollywood (1947)
- Experiment Alcatraz (1950)
- Girls in Prison (1956)
- It! The Terror from Beyond Space (1958)
- Pier 5, Havana (1958)